# Gårdtjärnen (Attmars socken, Medelpad)
Gårdtjärnen är en sjö i Sundsvalls kommun i Medelpad och ingår i Ljungans huvudavrinningsområde. Sjön är 7,4 meter djup, har en yta på 0,215 kvadratkilometer och är belägen 182 meter över havet. Sjön avvattnas av vattendraget Stångån.

## Delavrinningsområde
Gårdtjärnen ingår i det delavrinningsområde (689801-156279) som SMHI kallar för Inloppet i Torringen. Medelhöjden är 226 meter över havet och ytan är 10,95 kvadratkilometer. Det finns inga avrinningsområden uppströms utan avrinningsområdet är högsta punkten. Stångån som avvattnar avrinningsområdet har biflödesordning 2, vilket innebär att vattnet flödar genom totalt 2 vattendrag innan det når havet efter 35 kilometer. Avrinningsområdet består mestadels av skog (95 procent). Avrinningsområdet har 0,22 kvadratkilometer vattenytor vilket ger det en sjöprocent på 2 procent.